# Pravonitor kreffti
Pravonitor kreffti är en snäckart som först beskrevs av Cox 1864.  Pravonitor kreffti ingår i släktet Pravonitor och familjen Helicarionidae. Inga underarter finns listade i Catalogue of Life.